# Колдовня
Колдовня — река в России, протекает по Смоленской области. Устье реки находится в 16 км от устья Волости по правому берегу. Длина реки составляет 14 км. На реке находится деревня Петрово Михалёвского сельского поселения.

## Данные водного реестра
По данным государственного водного реестра России относится к Окскому бассейновому округу, водохозяйственный участок реки — Угра от истока и до устья, речной подбассейн реки — Бассейны притоков Оки до впадения Мокши. Речной бассейн реки — Ока.